# Carlos Arniches
Carlos Arniches y Barrera, född 1 oktober 1866 i Alicante, död 16 april 1943, var en spansk dramatiker.

## Liv och gärning
Carlos Arniches etablerade sig som zarzuelalibrettist inom den korta formen género chico och samarbetade bland annat med Gonzalo Cantó, Enrique García Álvarez och Carlos Fernández Shaw. Mest  känd blev han dock för sina saineteer, burleska enaktskomedier som han utvecklade sin egen variant av. Han utmärkte sig särskilt med sina dialoger som imiterade vardagsspråket hos Madrids lägre samhällsskikt. Arniches skrev sammanlagt omkring 270 verk för scen.
Hans pjäser har varit förlagor till filmer som Luis Buñuels La hija del engaño från 1951 och Juan Antonio Bardems Storgatan från 1956.

El tío de Alcalá (zarzuela, 1906).